# Кацнельсон, Александр Борисович
Алекса́ндр Бори́сович Кацнельсон (16 декабря (28 декабря) 1896, Бобруйск — 16 октября 1988, Челябинск) — советский офтальмолог. Доктор медицинских наук, профессор. Создатель научно-практической школы офтальмологов на Южном Урале.

## Биография
Родился в Бобруйске. В 1922 окончил с отличием Одесский мед. ин-т. С 1933 — ассистент, с 1937 — доцент, с 1940 — профессор, заведующий кафедрой глазных болезней 1-го Харьковского медицинского института. В годы Вел. Отеч. войны руководил офтальмологической службой военного госпиталя в Архангельске. В 1944—1969 — заведующий кафедрой глазных болезней Челябинского государственного медицинского университета. Основатель кафедры и клиники глазных болезней в Челябинской областной (теперь — клинической) больнице — центре подготовки офтальмологов. Организатор областного офтальмологического общества, городской и областной офтальмологических служб: глазных отделений, трахоматозного диспансера, межобластного противотуберкулезного глазного отделения.

### Сочинения
- Фликтенулезное (туберкулезно-аллергическое) воспаление глаз. Ч., 1948;
- Аномалии развития и заболевания глаз в раннем детском возрасте. Л., 1957;
- Витамины в физиологии и витаминная недостаточность в патологии органа зрения. Л., 1960;
- Ксерофтальмия: её оперативное лечение. Ч., 1960. Соавт. П. С. Каплунович;
- Герпетические заболевания глаз. Л., 1969.